# Elias James Corey
Elias James Corey (Methuen, Massachusetts, 12 de juliol de 1928) és un químic i professor universitari estatunidenc guardonat amb el Premi Nobel de Química l'any 1990.

## Biografia
Va estudiar química a l'Institut Tecnològic de Massachusetts, on es va graduar el 1948 i doctorar el 1951. Entre 1951 i 1959 fou professor a la Universitat d'Illinois, i a partir de 1959 és catedràtic a la Universitat Harvard.

## Recerca científica
Interessat en química orgànica Corey ha desenvolupat interessants recerques al voltant de les reaccions químiques per entendre el seu comportament. Així mateix a ell es deu la creació de la prostaglandina, el triciclohexaprenol i l'àcid giberlèlic entre d'altres.
Així mateix realitzà investigacions en la química teòrica, desenvolupant una Teoria General de Síntesi, anomenada Retrosíntesi. Aquesta consisteix a sotmetre una molècula orgànica que es vol sintetitzar a una sèrie de seccions per etapes i d'acord amb un conjunt de regles simples, tenint en compte el caràcter i el context estructural dels enllaços que es trenquen. Fou el primer a veure la utilitat dels ordinadors en el procés de retronsíntesi.
L'any 1990 fou guardonat amb el Premi Nobel de Química per les seves teories, i el seu posterior desenvolupament, de mètodes en l'àrea de la retrosíntesi.